# Niantic, Inc.
Niantic, Inc. é uma empresa americana de desenvolvimento de software mais conhecida pelos jogos de realidade aumentada através de dispositivos móveis.
John Hanke trabalhou na Keyhole em 2001, uma empresa de desenvolvimento de software especializada em aplicativos de visualização de dados geoespaciais. Hanke foi contratado pelo Google em 2004 como parte da aquisição da Keyhole pelo Google. Hanke liderou a divisão Geo do Google, que gerou o Google Maps, o Google Earth e o Google Street View. A mudança para a divisão Geo incluiu funcionários da Keyhole, como Brian McClendon e Bill Kilday.
Hanke deixou a divisão Geo em outubro de 2010 para formar a Niantic Labs, uma startup interna do Google. A empresa recebeu o nome do navio baleeiro Niantic, que chegou a São Francisco durante a Corrida do ouro na Califórnia no séulo XIX. Na época em que o Ingress foi lançado, a Niantic tinha 35 funcionários. Tornou-se uma entidade independente em agosto de 2015, logo após o anúncio do Google de sua reestruturação como Alphabet Inc.
A companhia adquiriu este nome do navio baleeiro Niantic, que viajou para São Francisco durante a corrida do ouro californiana.

## História
Em setembro de 2015, foi anunciado que Niantic estava produzindo Pokémon GO em conjunto com Nintendo e The Pokémon Company para iOS e Android. O jogo foi lançado em julho de 2016, tendo ultrapassado em apenas uma semana recordes de downloads e gerado diversas histórias inusitadas.
Em novembro de 2017, a empresa anunciou o lançamento do jogo Harry Potter: Wizards Unite em parceria com a WB Games de São Francisco e a Portkey Games. O jogo focaria na interação dos usuários com personagens e criaturas do universo de Harry Potter utilizando realidade virtual. O jogo foi descontinuado em janeiro de 2022.
Em outubro de 2021, a empresa apresentou o jogo Pikmin Bloom que incentiva os jogadores a caminharem ao ar livre coletando e interagindo com as criaturas Pikmin.
Em novembro de 2021, o CEO da empresa, John Hanke, anunciou esforços em direção à construção de um metaverso com foco no mundo real e na interação entre as pessoas. Apresentou ainda o Lightship, uma plataforma para facilitar o desenvolvimento de objetos e estruturas virtuais no mundo real. O CEO também fez críticas ao conceito de metaverso anunciado por grandes empresas de tecnologia, caracterizando-o como um "pesadelo distópico".

## Ligações Externas
- Sítio oficial